# 福山日産自動車
福山日産自動車株式会社（ふくやまにっさんじどうしゃ）とは、広島県福山市に本社を置く、日産自動車の販売会社である。広交グループの関連会社。

## 沿革
- 1988年（昭和63年）3月11日 - 設立。
- 1988年（昭和63年）4月1日 - 広陽日産モーター・広島日産自動車から福山ナンバーの地域を譲受、営業開始。

## 事業所
- 本社・蔵王店 - 広島県福山市南蔵王町二丁目26番39号
- 中央店 - 広島県福山市手城町四丁目8番14号
- 佐波店 - 広島県福山市佐波町195番地
- 駅家店 - 広島県福山市駅家町万能倉341番地2
- 尾道店 - 広島県尾道市高須町字砂畑1336番地1
- 三原店 - 広島県三原市皆実四丁目4番34号

## 関連会社
- 広交本社
- 広島交通
- 広交観光
- 広交タクシー
- 広島日産自動車

### 広島県内の他日産車販売店
- 広島日産自動車 - 当社と同じく広交グループに属する。
- 日産プリンス広島販売
- 日産サティオ福山